# جيمس كورتيس بوث
جيمس كورتيس بوث (بالإنجليزية: James Curtis Booth) هو كيميائي أمريكي، ولد في 28 يوليو 1810، وتوفي في 21 مارس 1888 في Haverford, Pennsylvania ‏ في الولايات المتحدة.